# UTC+0:20
UTC+0:20 е часовото време, използвано в Нидерландия в периода 1909 до 1940 г. Известно е като амстердамско време или холандско време.
До 17 март 1937 точният час в зоната е бил GMT +0h 19m 32.13s, след което е опростен до GMT +0h 20m. Когато Холандия е превзета от Германия по време на Втората световна война се налага употребата на берлинско време, което остава в сила.